# Kitzinger Hofrat
Kitzinger Hofrat ist eine Großlage im Weinanbaugebiet Franken. Sie umfasst die Weinlagen um die Große Kreisstadt Kitzingen im gleichnamigen unterfränkischen Landkreis und ist Teil des Bereichs MainSüden am Maindreieck.

## Geografische Lage und Geologie
Die Weinlagen des Kitzinger Hofrates ziehen sich entlang einiger Berge auf der Ostseite des Maindreiecks. Die beiden Bundesautobahnen A 7 (im Westen und Süden) und A 3 (im Norden) bilden die Grenzen. Lediglich drei Lagen befinden sich auf der östlichen Mainseite. Ursprünglich gehörte die Großlage zum Bereich Maindreieck, seit 2017 ist sie Teil des neu geschaffenen Bereichs MainSüden. Die größten Einzellagen befinden sich um Sulzfeld am Main, namensgebendes Zentrum der Großlage ist die wenige Kilometer flussaufwärts gelegene Stadt Kitzingen.
Insgesamt nimmt die Großlage eine Fläche von etwa 400 ha (1993) ein und sie ist eine der größeren Großlagen des Anbaugebietes Franken. Naturräumlich liegt sie auf Böden des Mittleren Maintals, ganz im Westen schließen sich die Gäuplatten im Maindreieck an. Die Böden sind insbesondere um Kitzingen von Mainsanden und -schottern beherrscht, im Westen gibt es auch Keuperböden. Um Sulzfeld und entlang des Breitbachtales im Süden befinden sich Böden des Oberen Muschelkalks.

## Namensherkunft
Der Kitzinger Hofrat wurde als Einzellage bereits in der Chronik des Friedrich Bernbeck aus dem 16. Jahrhundert als Lage „Vorm Hofrat“ erwähnt. Die Lage beschränkte sich lange Zeit auf ein Flurstück im Norden von Kitzingen an der Kreisstraße KT 8 in Richtung Buchbrunn. Der Name verweist vielleicht auf den Kitzinger Konrad Stürtzel, der als Hofkanzler Kaiser Maximilians I. neben der Gründung des Reichskammergerichts auch die Etablierung des Reichshofrates 1497/1498 vorantrieb und damit die Rechtssituation im Heiligen Römischen Reich neu regelte.
Im Jahr 1971 trat im Zuge der Flurbereinigung ein neues Weingesetz in Kraft. Es verpflichtete die Gemeinden, ihre Weinlagen zusammenzufassen, um die Vermarktung zu verbessern. Gleichzeitig mussten die neugeschaffenen Lagen häufig einer Großlage unterstellt werden. Damit sollte gewährleistet werden, dass auch minderwertigere Lagen unter einem bekannten Namen verkauft werden konnten. Die Einzellage Hofrat wurde abgeschafft und stattdessen damit die Großlage bezeichnet.

## Weinlagen
Die Liste der Weinlagen orientiert sich an einer Aufstellung aller bayerischen Weinlagen, die von der Regierung von Unterfranken herausgegeben wurde. Sie ist alphabetisch geordnet. In der zweiten Spalte sind die Gemarkungen vermerkt, auf denen sich die Weinlage befindet. Weiterhin sind die Flächen der Weinlagen aufgeführt. Die Bodenbeschaffenheit und ihre überwiegende Zusammensetzung ist aus der Spalte Geologie ersichtlich. Anmerkungen enthalten wichtige historische Eckpunkte zu den einzelnen Lagen.
Insgesamt umfasst der Kitzinger Hofrat 14 Einzellagen. Viele Lagen ziehen sich über mehrere Gemarkungen hin, wobei die Weinreben sich häufig auf einer Gemarkung konzentrieren (Beispiel Buchbrunner Heißer Stein, Kitzinger Heißer Stein). Allerdings sind die Weinlagen wesentlich eindeutiger zuzuordnen, als bei den umgebenden Großlagen. Die Geokoordinate bezieht sich auf die größte Teilfläche der jeweiligen Lage. Einige Abschnitte der Lagen Kitzinger Eherieder Berg und Sulzfelder Sonnenberg sind großlagenfrei.
| Name der Weinlage             | Gemarkung(en) (Gemeinde)                                       | Fläche (Jahr) | Geologie                           | Geokoordinate                   | Anmerkungen |
| ----------------------------- | -------------------------------------------------------------- | ------------- | ---------------------------------- | ------------------------------- | --- |
| Cyriakusberg                  | Sulzfeld am Main                                               | 117 ha (2019) | Oberer Muschelkalk, Lettenkeuper   | 49° 42′ 55,7″ N, 10° 7′ 49,1″ O | mehr als zwei Lagen wurden 1971 zum Cyriakusberg zusammengefasst                                                           |
| Eherieder Berg                | Kitzingen                                                      | 25 ha (1993)  | Ton, Muschelkalk, Lößlehm          | 49° 44′ 13,8″ N, 10° 6′ 58,2″ O | |
| Eselsberg (auch Esel)         | Kitzingen                                                      | 4,5 ha (1993) | Muschelkalk, Lettenkeuper          | 49° 44′ 26,1″ N, 10° 9′ 14,9″ O | Die Lage Eselsberg besteht seit mehreren Jahrhunderten                                                                     |
| Heißer Stein                  | Buchbrunn, Kitzingen                                           | 22 ha (2019)  | Muschelkalk, Lehm                  | 49° 45′ 55″ N, 10° 6′ 59″ O     | Insgesamt sechs Lagen wurden 1971 zum Heißen Stein zusammengefasst                                                         |
| Herrgottsweg                  | Albertshofen                                                   | 18 ha (2019)  | Muschelkalk, Flusssand             | 49° 46′ 57,1″ N, 10° 9′ 31,3″ O | |
| Hofstück                      | Mainstockheim                                                  | 92 ha (2019)  | Muschelkalk, Keuper                | 49° 46′ 28,2″ N, 10° 8′ 44,4″ O | Seit dem 14. Jahrhundert als Lage nachgewiesen, insgesamt 34 Lagen wurden 1971 zum Hofstück zusammengefasst                |
| Kaiser Karl                   | Eheriedermühle (Kitzingen), Kitzingen, Repperndorf (Kitzingen) | 33 ha (1993)  | Muschelkalk                        | 49° 44′ 50,4″ N, 10° 7′ 52,8″ O | Insgesamt sieben Lagen wurden 1971 zum Kaiser Karl zusammengefasst                                                         |
| Kanzel                        | Obernbreit                                                     | 24 ha (1993)  | Muschelkalk                        | 49° 39′ 45,9″ N, 10° 10′ 4,2″ O | Insgesamt zwei Lagen wurden 1971 zur Kanzel zusammengefasst                                                                |
| Maustal                       | Sulzfeld am Main                                               | 60 ha (2019)  | Muschelkalk, Lettenkeuper, Lößlehm | 49° 42′ 8,6″ N, 10° 7′ 18,1″ O  | mehr als drei Lagen wurden 1971 zum Maustal zusammengefasst                                                                |
| Pfaffensteig                  | Segnitz                                                        | 12 ha (1993)  | Lößlehm, Muschelkalk               | 49° 40′ 49,8″ N, 10° 8′ 18,7″ O | Insgesamt zwei Lagen wurden 1971 zum Pfaffensteig zusammengefasst                                                          |
| Sonnenberg (Marktbreit)       | Marktbreit                                                     | 21 ha (2019)  | Muschelkalk                        | 49° 40′ 37,2″ N, 10° 9′ 23″ O   | Insgesamt 22 Lagen wurden 1971 zum Sonnenberg zusammengefasst, die Lage enthält auch die bereinigte Rebfläche „Marktsteft“ |
| Sonnenberg (Sulzfeld am Main) | Sulzfeld am Main                                               | unklar        | Muschelkalk, Lettenkeuper          | 49° 42′ 29,1″ N, 10° 7′ 14,7″ O | |
| Wilhelmsberg                  | Kitzingen                                                      | 4,5 ha (1993) | Lehm, Muschelkalk                  | 49° 44′ 32,4″ N, 10° 8′ 17,8″ O | Die Lage Wilhelmsberg besteht seit mehreren Jahrhunderten                                                                  |
| Zobelsberg                    | Segnitz                                                        | 12 ha (1993)  | Lößlehm, Muschelkalk               | 49° 40′ 26″ N, 10° 7′ 57,3″ O   | Insgesamt zwei Lagen wurden 1971 zum Zobelsberg zusammengefasst                                                            |